# Alcázar (platå i Antarktis)
Alcázar är en platå i Antarktis. Den ligger i Sydshetlandsöarna. Argentina, Chile och Storbritannien gör anspråk på området.